# グスタヴ・ヴァーサのストックホルム入城

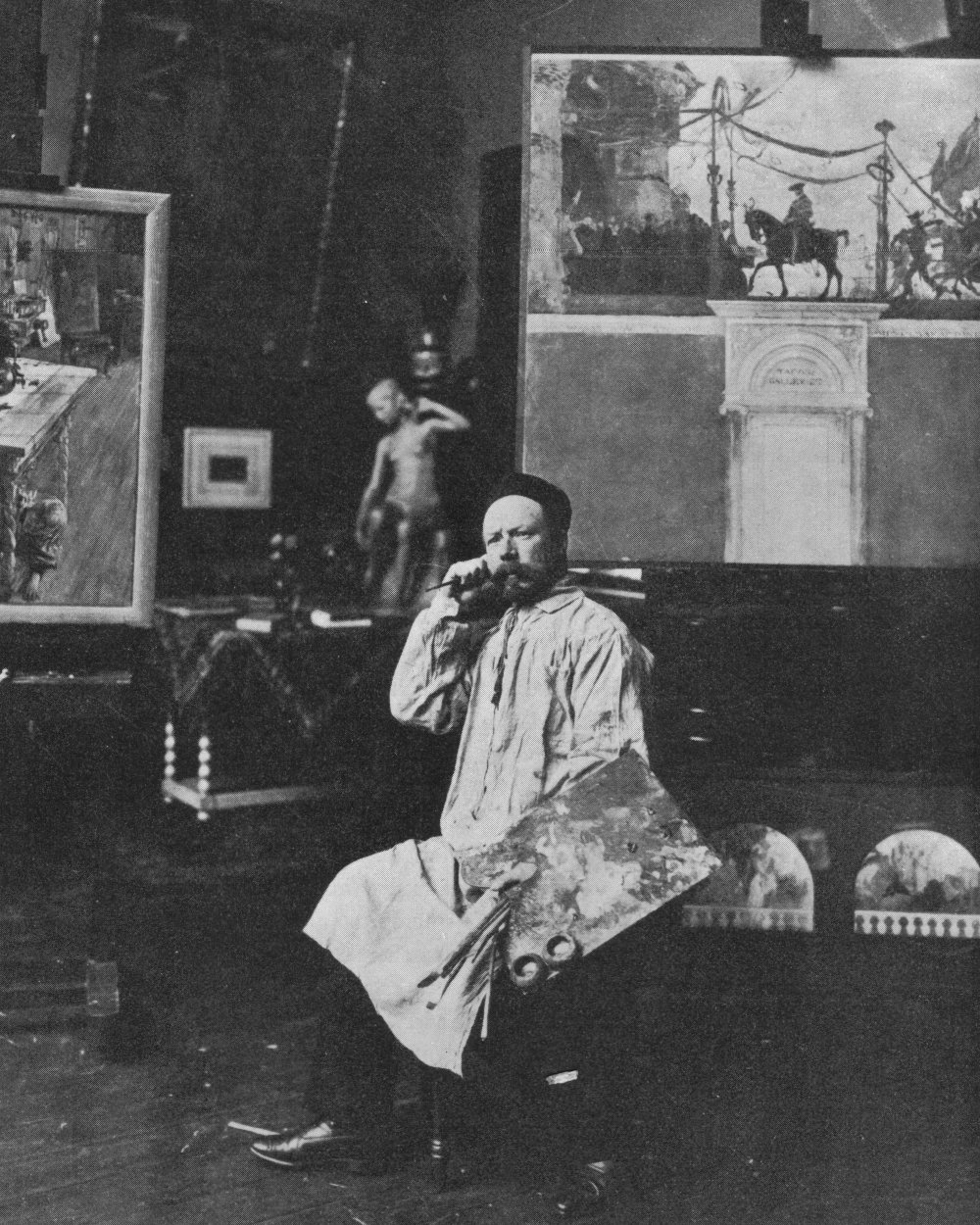
作業場でのラーション。背後に『グスタヴ・ヴァーサのストックホルム城入城』の下絵が見える（1890年撮影）。

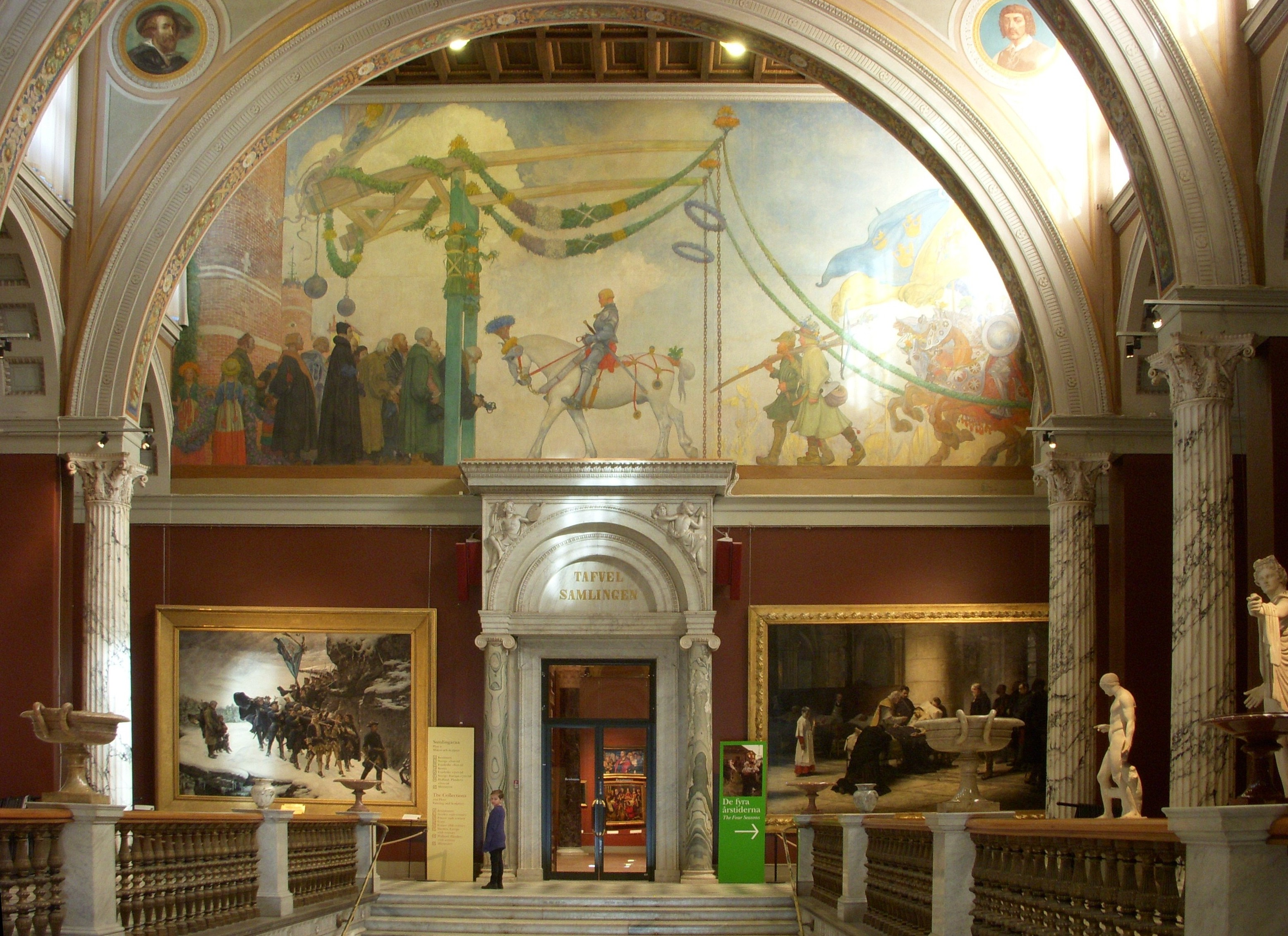
国立美術館に展示中の『グスタヴ・ヴァーサのストックホルム城入城』（2008年3月撮影）。

『グスタヴ・ヴァーサのストックホルム入城』（グスタヴ・ヴァーサのストックホルムにゅうじょう、スウェーデン語: Gustav Vasas intåg i Stockholm 1523）は、カール・ラーションによる絵画作品である。
1890年、スウェーデン国立美術館において館内の壁に描かれるフレスコ壁画のコンペティションが行われ、翌1891年にはラーションが1位を獲得し、壁画の最初のスケッチが描かれた。1904年には大きな油彩下絵を描き、国立美術館に提出して1906年にこれが国立美術館より承認された。1908年には国立美術館の壁画制作委員会との間で契約が締結され、これによりラーションは国立美術館の壁画を1面を除いてすべて手がけることとなった。
1523年のグスタヴ・ヴァーサのストックホルム入城のテーマ自体は、ウプサラ大聖堂のヴァーサ礼拝堂にJ. G. サンドベリによってフレスコ壁画としてすでに描かれている。ラーションはサンドベリのフレスコ画での正しい時代考証に基づいて描いた。王の服装は、1981年に描いた第1スケッチではルネサンス時代の衣装と法冠であったが、兜と鎧で全身を覆うように修正し、その後兜を王冠に変更した。最終的には王冠も外され、現在みられる姿となった。
壁画は、ラーションが希望して、それまで制作してきたフレスコ画ではなく油彩画で制作された。4枚のキャンバスで構成された700cm×1400cmの大きさの壁画で、1908年に完成し、ストックホルムのスウェーデン国立美術館の階段ホールの上部の壁に展示されている。
地階から上がる階段の途中の踊り場から絵を見ると、ちょうどグスタヴ・ヴァーサの騎馬像を見上げるような格好となることから、ラーションはその着想を1891年から描いている習作の裏面に書き記し、踊り場から見上げた壁の鉛筆下絵も残している。
なお、カール・ラーションのもう1枚の有名な絵画『冬至の生贄』が残された最後の1面の壁を飾ることとなり、現在、『グスタヴ・ヴァーサのストックホルム城入城』とは階段を挟んだ反対側の壁に展示されている。